# 郈惠伯
郈惠伯（?—?），中国春秋时期鲁国政治人物，姬姓，郈氏。鲁孝公的儿子。《礼记正义·檀弓》称他名華（惠伯華），《礼记·檀弓上注》称他名鞏（惠伯鞏），《世本》称他名革（惠伯革）。他是郈氏的始祖，他的后代有郈成叔、郈昭伯。